# مرغانه‌پرد
پل تاریخی مرغانه پرد مربوط به دوره قاجار است و در شهرستان رشت، بخش کوچصفهان، روستای لاله دشت واقع شده و این اثر در تاریخ ۲۲ مرداد ۱۳۸۴ با شمارهٔ ثبت ۱۳۲۱۵ به‌عنوان یکی از آثار ملی ایران به ثبت رسیده است.